# Feletto
Feletto là một đô thị ở tỉnh Torino trong vùng Piedmont, có vị trí cách khoảng 25 km về phía bắc của Torino, nước Ý. Tại thời điểm ngày 31 tháng 12 năm 2004, đô thị này có dân số 2.451 người và diện tích là 8,0 km².
Feletto giáp các đô thị: San Giorgio Canavese, Rivarolo Canavese, Lusigliè, San Giusto Canavese, và Bosconero.